# Temporada 2010 del Campeonato de Galicia de Rally
La  temporada 2010 fue la edición 32.ª del Campeonato de Galicia de Rally. Comenzó el 19 de febrero en el Rally Comarca da Ulloa y terminó el 20 de noviembre en el Rally Botafumeiro.

## Calendario
| N.º | Fecha           | Rally                          | Resultados |
| --- | --------------- | ------------------------------ | ---------- |
| 1   | 20 de febrero   | 3.º Rally Comarca da Ulloa     | Resultados |
| 2   | 13 de marzo     | 16.º Rally do Cocido           | Resultados |
| 3   | 17 de abril     | 26.º Rally Ria de Noia         | Resultados |
| 4   | 12 de junio     | 23.º Rally Cidade de Narón     | Resultados |
| 5   | 10 de julio     | 7.º Rally Sur do Condado-Gedas | Resultados |
| 6   | 4 de septiembre | 32.º Rally San Froilán         | Resultados |
| 7   | 2 de octubre    | 7.º Rally Ourense Baixa Limia  | Resultados |
| 8   | 20 de noviembre | 22.º Rally Botafumeiro         | Resultados |

## Resultados

### Campeonato de pilotos
| Pos. | Piloto                    | 1 CDU | 2 COC | 3 RDN | 4 CDN | 5 SDC | 6 LUG | 7 OBL | 8 BOT | Pts  |
| ---- | ------------------------- | ----- | ----- | ----- | ----- | ----- | ----- | ----- | ----- | ---- |
| 1    | Alberto Meira             | 1     | 1     | 4     | 1     | 5     | 4     | 1     |       | 1345 |
| 2    | José M. Martínez Barreiro | 6     | 2     | 2     | 3     | 1     | 3     | 2     | Ret   | 1303 |
| 3    | Martín Bello              | 7     | 7     | 6     |       | 7     | 8     | 8     |       | 690  |
| 4    | Luis Vilariño             | 4     | 4     | Ret   | Ret   | 3     | Ret   | 6     |       | 622  |
| 5    | Alejandro Pais            | 5     | 8     | Ret   | 8     |       | 5     | 3     | Ret   | 621  |
| 6    | Francisco Lago            | 14    | 9     | 7     | 10    | 8     | 9     | Ret   |       | 514  |
| 7    | Iván Ares                 | Ret   | 3     | Ret   | Ret   |       | 2     | Ret   |       | 440  |
| 8    | Jesus Mourelos            | 70    | 73    |       | 91    |       | 64    | 53    | 59    | 420  |
| 9    | Pablo Silva               | 15    | Ret   | 15    |       |       | 15    | 7     | 3     | 382  |
| 10   | Alberto Otero             | 8     | Ret   | Ret   | 15    | 10    | 48    | 10    | 6     | 367  |

### Grupo A
| N.º | Piloto       | Ptos |
| --- | ------------ | ---- |
| 1   | Martín Bello | 1270 |

### Grupo N
| N.º | Piloto        | Ptos |
| --- | ------------- | ---- |
| 1   | Alberto Meira | 1562 |

### Grupo X
| N.º | Piloto                    | Ptos |
| --- | ------------------------- | ---- |
| 1   | José M. Martínez Barreiro | 1493 |

### Escuderías
| N.º | Piloto                | Pts |
| --- | --------------------- | --- |
| 1   | Escudería Rias Baixas | 954 |

### Copa Kumho Junior
| N.º | Piloto      | Ptos |
| --- | ----------- | ---- |
| 1   | Adrián Díaz | 1000 |

### Copa Kumho Senior
| N.º | Piloto          | Ptos |
| --- | --------------- | ---- |
| 1   | Paulo Gradaille | 910  |

### Top Ten
| N.º | Piloto        | Pts  |
| --- | ------------- | ---- |
| 1   | Alberto Meira | 1560 |